# Défense du territoire biélorusse

Emblème de la garde nationale biélorusse

La Défense du territoire biélorusse (Беларуская краёвая абарона; Bielaruskaja krajovaja abarona) était une formationne collaborationniste biélorusse pendant la Seconde Guerre mondiale. 
Le 23 février 1944 Curt von Gottberg, qui fut Höherer der SS und Polizeiführer pour la Russie centrale, a donné l'ordre de mobiliser des membres pour une Défense du territoire biélorusse. Environ 40 000 biélorusses s'étaient portés volontairement. Cependant, les commissions régionales ont envoyé la moitié d'entre eux, parce qu’elles n'étaient pas préparées à organiser et à armer tant de recrutes. À la fin de mars la Défense du territoire biélorusse consistait en 22 000 personnes. Plusieurs bataillons de police ont été ajoutés, et la formation a réuni entre 24 000 et 25 000 militaires. Ils ont été placés sous le commandement de Francišak Kušal.